# Centrale nucléaire de Maine Yankee
La centrale nucléaire de Maine Yankee était installée sur la presqu'île de Bailey à Wiscasset dans le comté de Lincoln de l'État du Maine sur un terrain de 3,2 km2. 
Elle a été entièrement démantelée en octobre 2005 avec retour à l'herbe, il n'en subsiste qu'une installation approximativement de la taille d'un terrain de foot pour le stockage temporaire du combustible usagé.

## Caractéristiques
Cette centrale, qui est la seule centrale nucléaire du Maine, comporte un réacteur à eau pressurisée (REP) :
- Maine Yankee : 900 MWe, exploité de 1972 à 1997.

La construction a été réalisée en 4 ans par Combustion Engineering pour la compagnie Maine Yankee Atomic Power Company et pour un coût de 231 millions de $ (dollars de 1972).

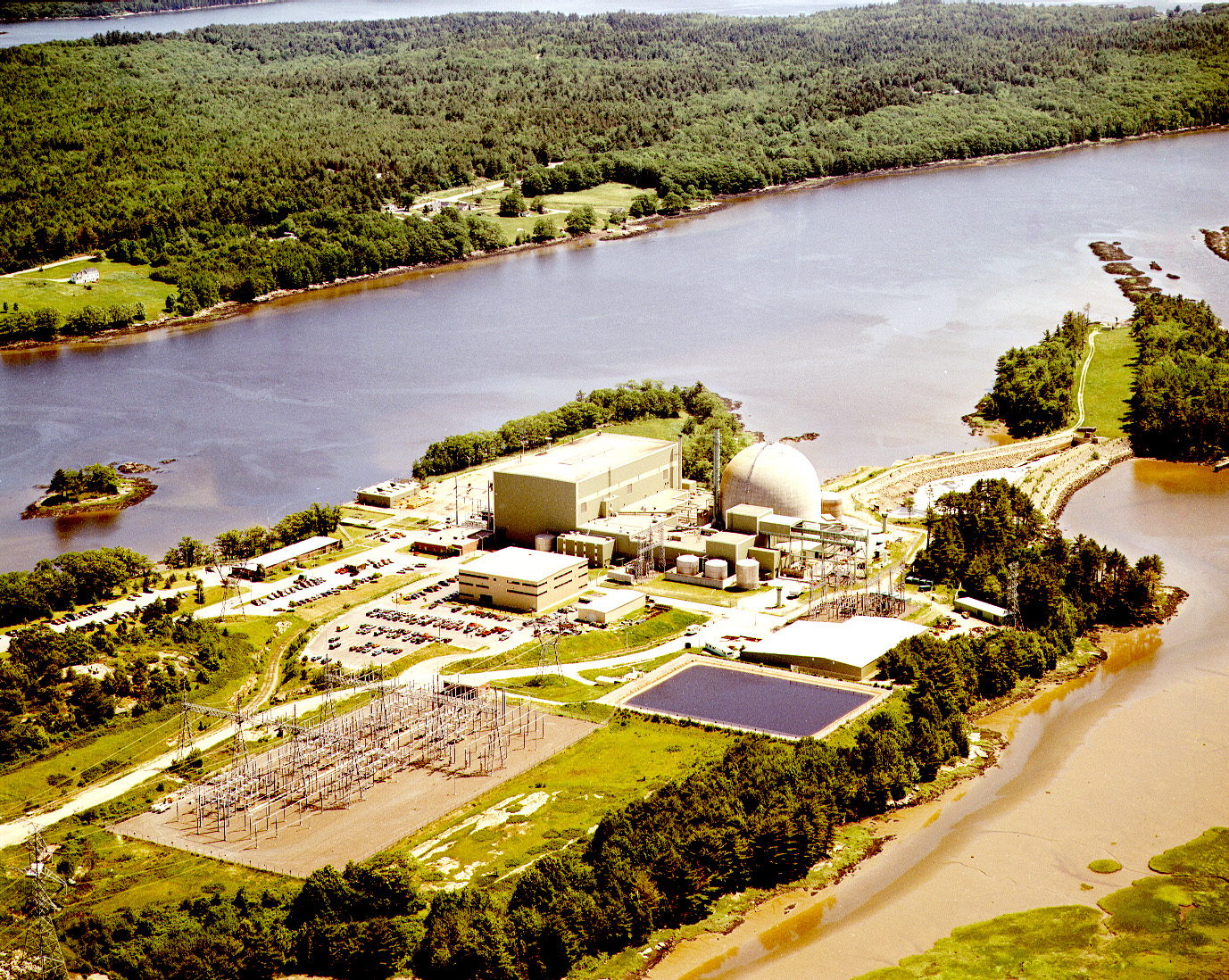
Vue aérienne de la centrale avant son démantèlement

## Difficultés
Dans les années 1980, à la suite de l'accident nucléaire de Three Mile Island, il y eut plusieurs requêtes des opposants pour fermer le site mais les référendums en 1980, 1982 et 1987 s'y opposèrent.
En 1994, des fissures ont été découvertes dans les tubes de générateurs de vapeur. Le réacteur a été arrêté temporairement pour réparations en 1995 puis redémarré en 1996 pour s'arrêter définitivement en 1997.

## Fermeture et démantèlement
En 1997, les propriétaires de Maine Yankee sont arrivés à la conclusion que la centrale n'était plus exploitable avec profit à la suite de l'Acte de restructuration de l'Électricité du Maine et il a été décidé de la déclasser.
Le démantèlement a été accompli de 1997 jusqu'en 2005. Le bâtiment réacteur a été détruit par des explosifs en 2004 et les déchets radioactifs ont été enlevés en 2005. Actuellement[Quand ?], le terrain occupé par la centrale est arrivé au dernier stade de la restauration et il devrait pouvoir être réutilisé normalement.
Le seul problème qui subsiste concerne les assemblages de combustible usé qui sont toujours bloqués sur le site en attendant le règlement du problème du stockage de longue durée sur le site désigné de Yucca Mountain dans le Nevada. Ce stockage sur site coûte à la collectivité de 7 à 8 millions de dollars par an.
Le coût du démantèlement a été chiffré au total à 568 millions de dollars, dont 75 millions pour la construction de l'installation de stockage temporaire du combustible usé. Ce coût fait maintenant la référence pour le démantèlement des réacteurs à eau sous pression de grande puissance et a été retenu par EDF pour le parc nucléaire français.